# Présidence de William Howard Taft
27e président des États-Unis
Présidence de Theodore Roosevelt Présidence de Woodrow Wilson
La présidence de William Howard Taft débuta le 4 mars 1909, date de l'investiture de William Howard Taft en tant que 27e président des États-Unis, et prit fin le 4 mars 1913. Membre du Parti républicain et successeur naturel du président Theodore Roosevelt, Taft entra en fonction après avoir facilement remporté l'élection présidentielle de 1908 face au candidat démocrate William Jennings Bryan. Il fut défait quatre ans plus tard à l'élection de 1912 par le démocrate Woodrow Wilson, qui lui succéda à la Maison-Blanche.
L'administration Taft se fixa pour objectif de réduire les droits de douane, qui constituaient alors une des premières sources de revenus du gouvernement. Le Payne-Aldrich Tariff Act, voté en 1909, procéda néanmoins contre toute attente à une augmentation des tarifs douaniers. Taft poursuivit les efforts de son prédécesseur contre les trusts, initiant des procédures judiciaires contre U.S. Steel et plusieurs autres firmes. Il effectua par ailleurs six nominations à la Cour suprême, davantage que la plupart des autres présidents. En politique étrangère, Taft fut très attentif à la situation en Asie de l'Est et intervint à plusieurs reprises pour soutenir et renverser des gouvernements en Amérique latine. Il chercha également à faire respecter la doctrine Monroe et à appliquer la « diplomatie du dollar » en développant les investissements à l’étranger pour augmenter l’influence des États-Unis dans le monde. 
Son passage au pouvoir fut émaillé de conflits entre la frange conservatrice du Parti républicain, à laquelle Taft était le plus souvent affilié, et la frange progressiste dont Theodore Roosevelt se rapprocha fortement sous la présidence de Taft. Les controverses autour de la protection des milieux naturels et de l'application des lois antitrust par le gouvernement précipitèrent la rupture entre les deux hommes. Roosevelt se présenta contre Taft à la convention nationale républicaine de 1912, mais ce dernier mobilisa la machine du parti pour remporter de justesse la nomination. Roosevelt créa alors un parti dissident, le Parti progressiste, dont il fut le candidat à l'élection présidentielle de 1912. La division des votes républicains contribua à la défaite de Taft face à Wilson, qui permit aux démocrates de regagner la Maison-Blanche pour la première fois en seize ans. Taft figure généralement au milieu du classement des présidents américains. 

## Élection présidentielle de 1908

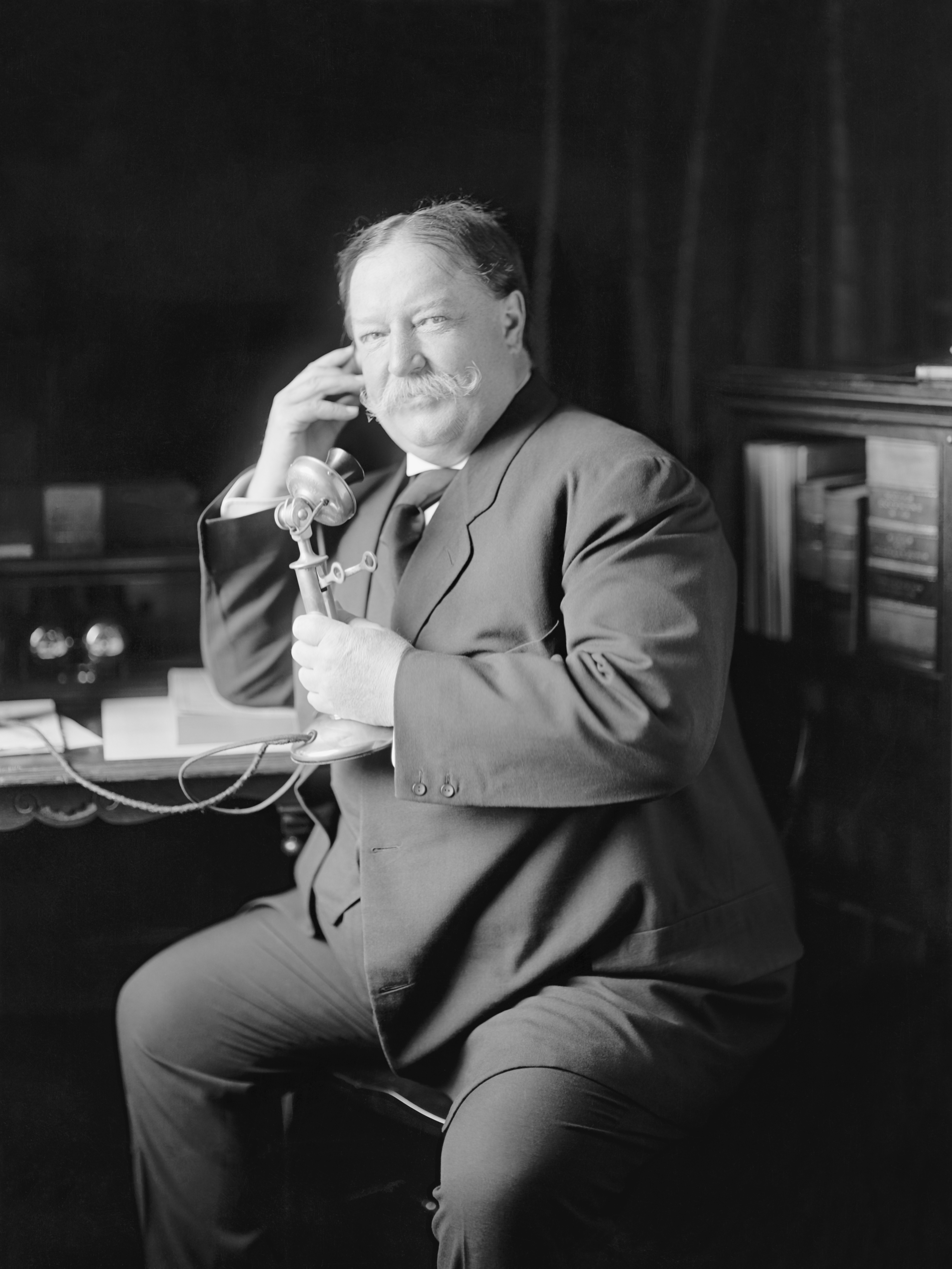
Photo extraite d'une série intitulée en (« évolution d'un sourire ») montrant Taft au moment où celui-ci est informé au téléphone par Roosevelt de sa nomination comme candidat du Parti républicain à l'élection présidentielle.

Élu triomphalement à la présidence en 1904, Theodore Roosevelt annonça ne pas vouloir être candidat à l'élection présidentielle de 1908. Celui qu'il considérait comme son successeur naturel, le secrétaire à la Guerre William Howard Taft, était initialement réticent à endosser ce rôle, estimant que la fonction de juge en chef de la Cour suprême lui aurait mieux convenu. Roosevelt mobilisa néanmoins la machine du Parti républicain derrière Taft et les fonctionnaires politiques reçurent pour instruction de soutenir la candidature de Taft ou de s'abstenir de tout commentaire. Un certain nombre de républicains influents, tels que le secrétaire au Trésor George B. Cortelyou, songèrent également à se présenter mais s'abstinrent en définitive de participer à la course. D'autres, comme le gouverneur de New York Charles Evans Hughes, sollicitèrent tout de même la nomination de leur parti, mais Roosevelt s'arrangea pour atténuer l'impact de la campagne de Hughes dans la presse. À l'ouverture de la convention nationale républicaine de 1908, qui se déroula en juin à Chicago, Taft n'avait aucun concurrent sérieux et la nomination lui échut dès le premier tour de scrutin. Pour le choix du colistier, le sénateur de l'Iowa Jonathan Dolliver, un progressiste du Midwest, avait la préférence de Taft mais ce fut le représentant de New York James Sherman, un conservateur, qui fut désigné par la convention. Le 30 juin, Taft démissionna du portefeuille de la Guerre pour se consacrer pleinement à sa campagne,.

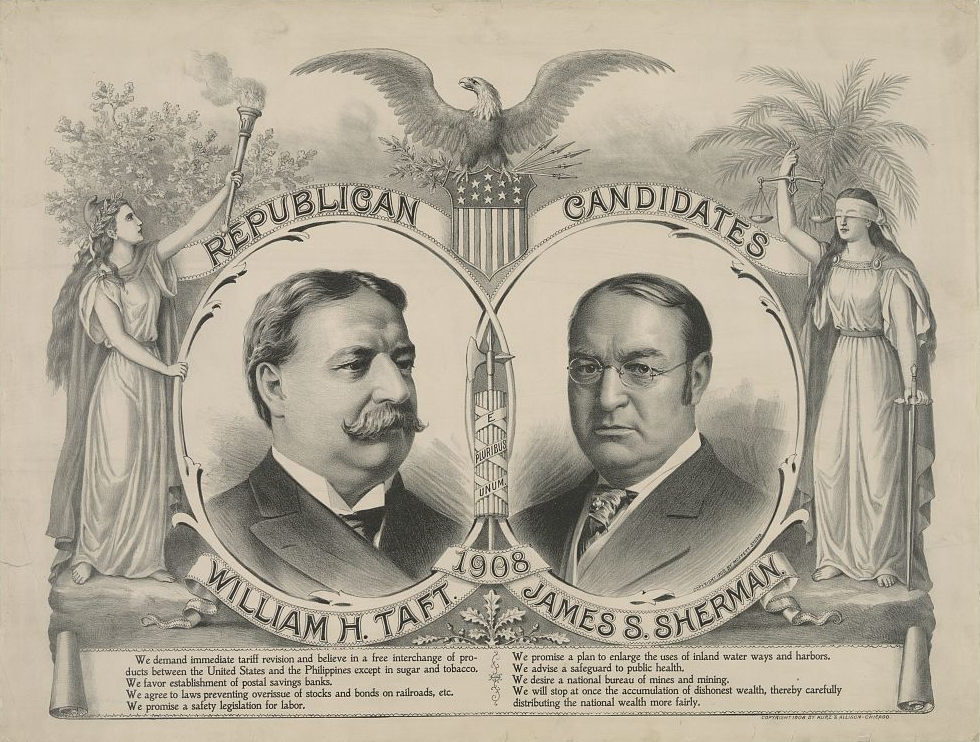
Affiche de campagne du ticket Taft/Sherman pour l'élection présidentielle de 1908.

Celle-ci connut toutefois un départ chaotique du fait des maladresses du candidat républicain, qui alimentèrent les critiques selon lesquelles Taft n'était qu'un faire-valoir du président Roosevelt. Taft avait en effet rendu visite au chef de l'État dans sa résidence de campagne de Sagamore Hill afin de solliciter, selon ses propres termes, le « jugement et la critique du président » sur son discours de remerciement à la convention. Pendant toute la durée de l'élection, Taft afficha son soutien à la politique du gouvernement, par exemple en déclarant que les travailleurs avaient le droit de s'organiser mais pas celui de boycotter, tandis que les entreprises et les classes fortunées devaient également se soumettre à la loi. Il affirma que la panique bancaire de 1907 était due à la spéculation boursière et aux abus en tout genre des milieux financiers et se montra partisan d'une réforme monétaire afin d'accroître la capacité d'intervention des autorités fédérales en cas de conjoncture économique défavorable. En outre, il s'exprima en faveur d'une diminution des droits de douane ainsi que d'une application plus stricte du Sherman Antitrust Act. L'adversaire de Taft au scrutin général était le démocrate William Jennings Bryan, qui briguait pour la troisième fois la fonction présidentielle. Doté d'un programme progressiste, il était hostile au « gouvernement par le privilège » et dénonça la soumission des républicains à la haute sphère économique et aux possédants. Compte tenu du fait que bon nombre des réformes de Roosevelt étaient inspirées des propositions de Bryan, ce dernier eut également beau jeu de se présenter comme le véritable héritier du président sortant.

Résultats de l'élection présidentielle américaine de 1908.

À l'automne, Roosevelt prodigua de nombreux conseils à Taft et relança énergiquement sa campagne, qu'il fut accusé de prendre en main de facto. L'irruption remarquée de Roosevelt dans la course électorale attira l'attention des journalistes et des humoristes qui tournèrent en dérision l'insignifiance de Taft ; une plaisanterie circulait selon laquelle « T.A.F.T. » voulait dire Take Advice From Theodore (« prends conseil auprès de Theodore »),. En définitive, Taft défit Bryan par 321 votes de grands électeurs contre 162, remportant tous les États sauf trois en dehors du Solid South, bastion traditionnel des démocrates. Il l'emporta également au vote populaire par une marge confortable, avec 7 675 320 voix (51,6 %) contre 6 412 294 voix (43,1 %) pour Bryan. Le candidat du Parti socialiste Eugene V. Debs obtint pour sa part 420 793 voix, soit 2,8 % des suffrages. L'épouse du candidat républicain Helen Herron Taft déclara au sujet de la campagne qu'« il n'y avait rien à redire, si ce n'est qu'il [Taft] ne connaissait pas ou ne se souciait pas de la façon dont fonctionnait la politique ». Quant à Roosevelt, il quitta le pouvoir non sans regret et, pour ne pas faire de l'ombre à son successeur, s'embarqua pour un safari d'un an en Afrique.

## Cérémonie d'investiture
Taft fut assermenté en tant que président le 4 mars 1909, sous l'autorité du juge en chef Melville Fuller. En raison d'une tempête hivernale qui avait recouvert Washington de neige, la prestation de serment n'eut pas lieu à l'extérieur du Capitole, comme le voulait la coutume, mais à l'intérieur du Sénat. Dans son discours d'investiture, le nouveau président se déclara honoré d'avoir été « l'un des conseillers de mon distingué prédécesseur » et d'avoir joué un rôle « dans les réformes qu'il a initiées. Je ne serais pas fidèle à moi-même, à mes promesses et aux déclarations du programme du parti sur lequel j'ai été élu si je ne faisais pas du maintien et de l'application de ces réformes l'un des principaux objectifs de mon administration ». Il s'engagea à rendre ces réformes durables afin que les hommes d'affaires honnêtes ne souffrent pas de l'incertitude liée aux changements politiques. Il se prononça également en faveur de la réduction du tarif Dingley de 1897, de la réforme antitrust et de la poursuite du processus d'autonomie des Philippines.

## Composition du gouvernement
Au cours de la campagne, Taft et Roosevelt s'étaient entretenus au sujet de la composition du cabinet mais, de tous les membres du gouvernement précédent, Taft ne conserva en définitive que le secrétaire à l'Agriculture James Wilson et le ministre des Postes George von Lengerke Meyer qui fut nommé secrétaire à la Marine. Taft demanda également au secrétaire d'État Elihu Root de rester en poste, mais ce dernier refusa et recommanda à la place l'ancien procureur général Philander C. Knox,. 
Le vice-président James Sherman avait été choisi sur le ticket républicain de 1908 afin d'apaiser l'aile conservatrice du Grand Old Party, qui considérait Taft comme un progressiste. Ce dernier se rapprocha toutefois sensiblement de la droite de son parti durant son mandat et Sherman se révéla un allié de poids pour le président. Reconduit en vue d'un second mandat lors de la convention républicaine de 1912, Sherman mourut des suites d'une longue maladie le 30 octobre de la même année, quelques jours avant l'élection.

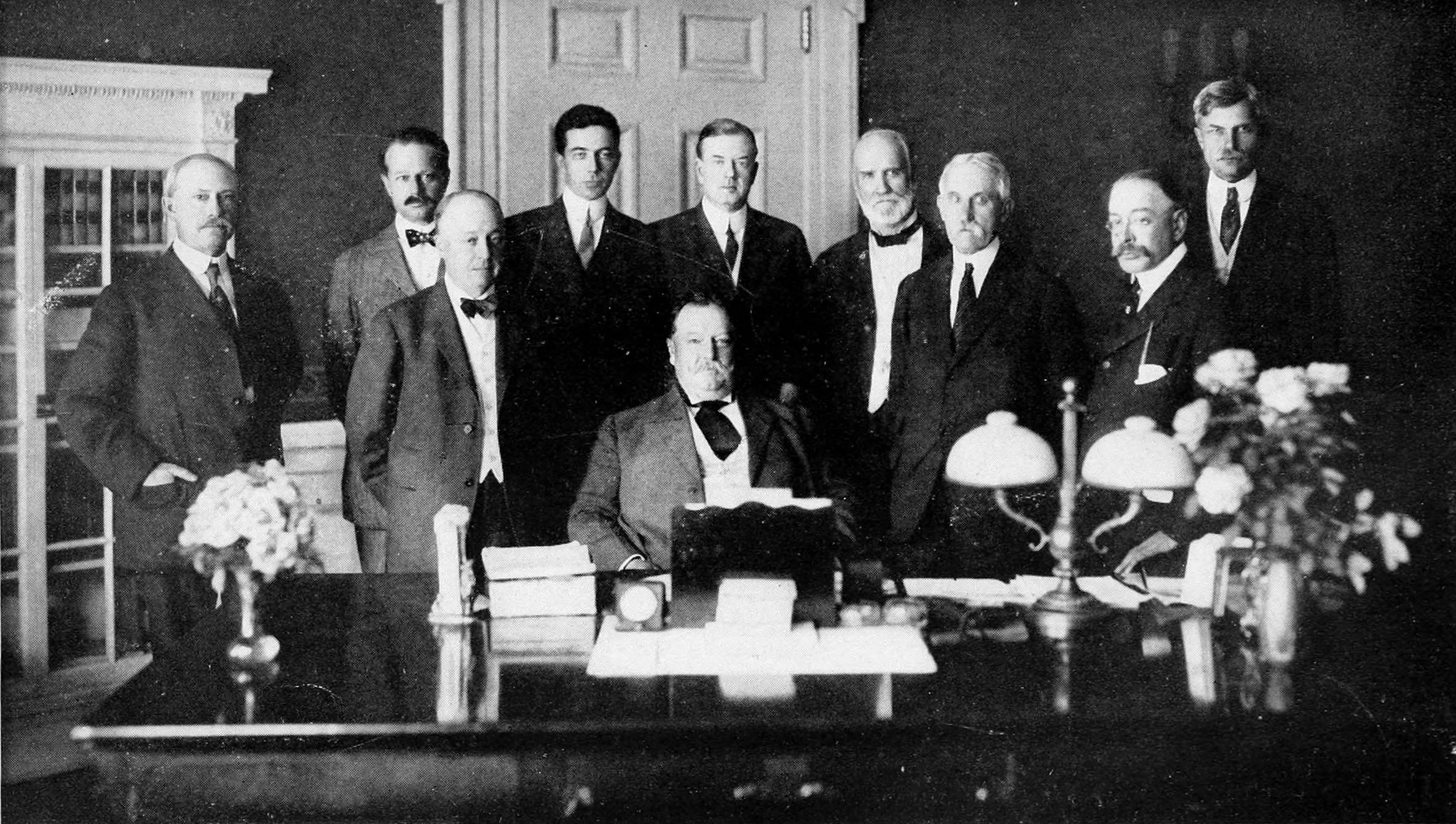
Le cabinet Taft en 1910. Le président est assis au centre. Derrière lui, de gauche à droite : Richard A. Ballinger, George von Lengerke Meyer, Philander C. Knox, le secrétaire particulier du président Charles Dyer Norton, Frank H. Hitchcock, James Wilson, Franklin MacVeagh, George W. Wickersham et Charles Nagel.

## Nominations judiciaires
Taft nomma six juges à la Cour suprême des États-Unis, soit plus que tout autre président à l'exception de George Washington et Franklin D. Roosevelt. Il désigna Horace H. Lurton en 1909, Charles Evans Hughes, Willis Van Devanter et Joseph R. Lamar en 1910 et enfin Mahlon Pitney en 1912. Le président éleva en outre le juge assesseur Edward Douglass White au poste de juge en chef en 1910. Sous la direction de White, la Cour se révéla moins conservatrice que du temps de Melville Fuller ou de ce qu'elle fut plus tard sous les auspices de Taft, ce qui ne l'empêcha pas ― conformément à l'esprit de l'ère Lochner ― d'abroger de nombreuses réglementations dans le domaine économique. Des six juges nommés par Taft, trois n'étaient déjà plus en fonction en 1917 tandis que deux autres (Pitney et White) conservèrent leur siège jusqu'au début des années 1920 ; le seul à servir au-delà de 1922 fut Van Devanter, un conservateur qui intégra par la suite le bloc des « quatre cavaliers » hostiles au New Deal de Franklin Roosevelt. En dehors de la Cour suprême, Taft nomma 13 juges aux cours d'appel fédérales et 38 juges aux cours fédérales de district.

## Politique intérieure

### Lutte contre les trusts

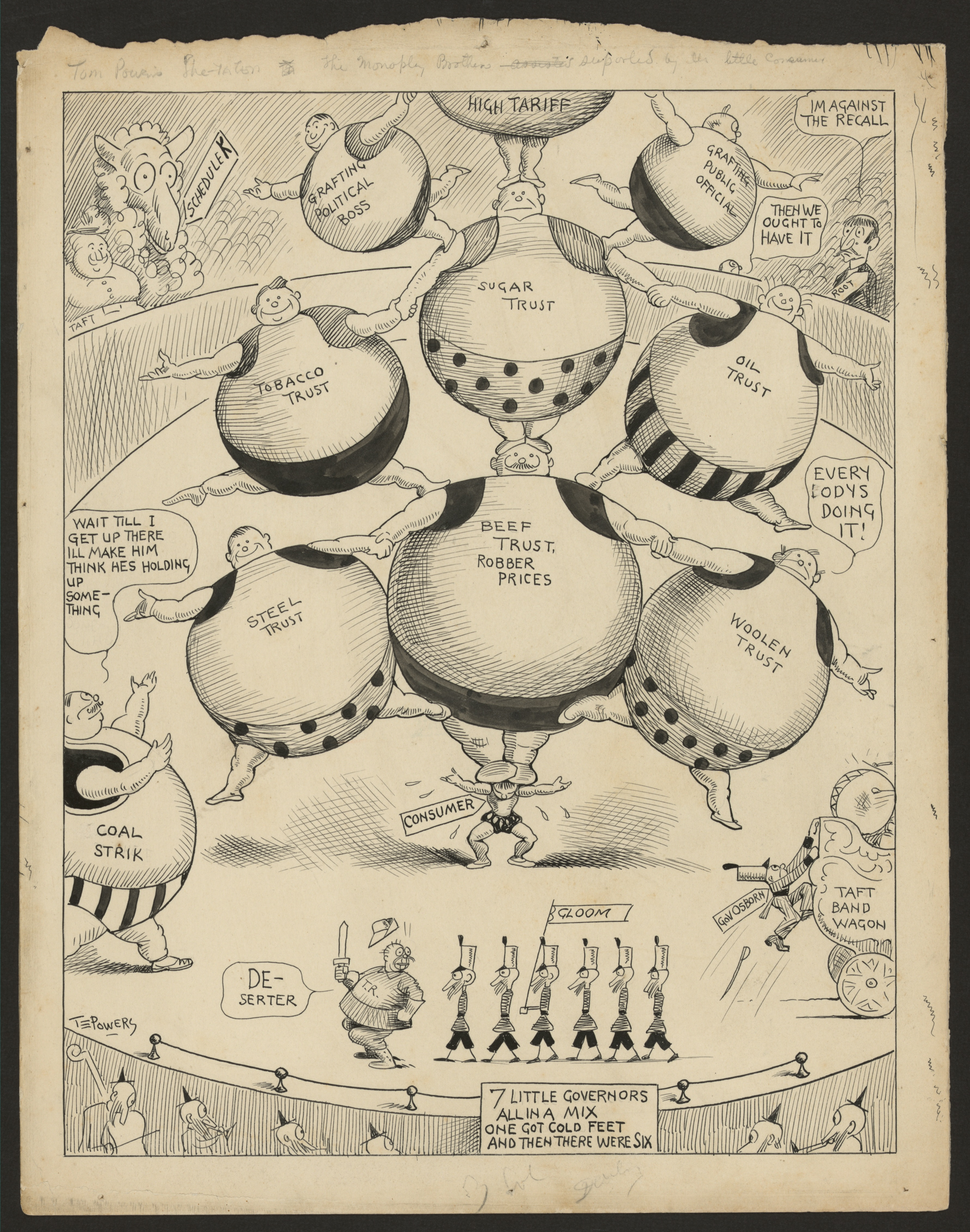
Un petit consommateur écrasé par les monopoles et la corruption politique (caricature publiée en 1912 par Thomas E. Powers).

Taft poursuivit les efforts de Roosevelt dans la lutte contre les trusts par l'intermédiaire de poursuites judiciaires intentées dans le cadre du Sherman Antitrust Act ; au total, son administration fut à l'initiative de 70 procès en quatre ans alors que Roosevelt n'en avait déclenché que 40 en sept ans. Les procès intentés contre la Standard Oil et l'American Tobacco Company, dont l'instruction avait démarrée sous la présidence de Roosevelt, furent tranchés en faveur du gouvernement par la Cour suprême en 1911. En juin de la même année, la Chambre des représentants à majorité démocrate entama une série d'auditions au sujet d'U.S. Steel. Roosevelt, qui avait soutenu en son temps l'acquisition de la Tennessee Coal, Iron, and Railroad Company par U.S. Steel afin de juguler l'aggravation de la panique bancaire de 1907, argua du bien-fondé de cette décision auprès du comité d'enquête de la Chambre. Taft, de son côté, avait également approuvé cette opération de rachat lorsqu'il servait en tant que secrétaire à la Guerre.
En octobre 1911, le département de la Justice engagea un procès contre U.S. Steel en réclamant la scission de plus d'une centaine de filiales de la maison-mère et citant à comparaître de nombreux industriels et financiers de premier plan. Les plaidoiries de l'accusation, que Taft avait omis d'examiner, affirmaient que Roosevelt « avait encouragé le monopole et avait été dupé par des industriels rusés ». Roosevelt fut d'autant plus outragé par ces critiques dirigées contre lui et son administration qu'il considérait que Taft, en sa qualité de président, en avait nécessairement eu connaissance. L'historien Louis L. Gould avance néanmoins que, sur ce dossier, Roosevelt fut bel et bien trompé par U.S. Steel qui avait feint de se désintéresser du rachat de la Tennessee Coal, Iron, and Railroad Company alors qu'il s'agissait en réalité d'une bonne affaire.
Taft adressa un message spécial au Congrès sur la nécessité d'une réforme de la législation antitrust lorsque ce dernier reprit ses travaux en décembre 1911, mais aucune mesure ne fut prise. L'un des procès antitrust aux répercussions politiques les plus importantes pour Taft fut l'action en justice intentée par son gouvernement contre l'International Harvester Company (IHC), l'un des principaux fabricants de matériel agricole, au début de l'année 1912. En effet, l'IHC avait déjà fait l'objet d'une enquête de la part de l'administration Roosevelt qui n'avait, à l'époque, déclenchée aucune poursuite contre la société ; Taft lui-même avait appuyé cette position. Compte tenu de la candidature de Roosevelt à l'investiture républicaine de 1912, une querelle ne tarda cependant pas à opposer les partisans de Taft, qui affirmaient que Roosevelt n'avait pas su gérer correctement ce dossier, et l'ancien président qui fulmina contre Taft pour avoir attendu trois ans et demi et des difficultés électorales pour revenir sur une décision qu'il avait auparavant soutenu.

### Droits civiques
Dans son discours inaugural, Taft déclara qu'il ne nommerait aucun Afro-Américain à des emplois publics, tels que maître de poste, afin de ne pas attiser les tensions raciales. Sa position différait de celle de Roosevelt qui n'avait pas voulu démettre ou remplacer les employés noirs avec lesquels la population blanche locale ne souhaitait pas interagir. Dans la pratique, la « politique sudiste » de Taft, ainsi qu'elle fut surnommée, eut surtout pour effet d'encourager l'hostilité des Blancs envers les fonctionnaires noirs. En réaction, Taft limogea la plupart des employés de couleur dans le Sud et limita fortement l'accession des Noirs à des postes de la fonction publique dans le Nord.
Lorsque Taft arriva au pouvoir, les représentants de la communauté afro-américaine étaient divisés sur la méthode à suivre pour l'émancipation de leurs congénères. Alors que Booker T. Washington estimait qu'il était bon pour la majorité des Noirs de se familiariser avec le travail industriel et que seule une minorité d'entre eux devaient bénéficier d'une meilleure éducation, W. E. B. Du Bois était quant à lui un partisan radical de l'égalité. Taft, plus sensible à l'approche de Washington, se contenta de « maintenir à sa place » le Noir américain, selon l'expression de l'historien Paolo Coletta, pour qui le président « échoua de la sorte à percevoir ou à se conformer à la mission humanitaire historiquement associée au Parti républicain, ce qui eut pour effet de jeter progressivement les Noirs du Nord et du Sud dans les bras du Parti démocrate ».

### Autres initiatives
En tant que partisan d'une meilleure régulation du secteur des chemins de fer, Taft proposa la création d'un tribunal de commerce destiné à examiner les pourvois en appel de l'Interstate Commerce Commission (ICC), dont l'objectif était de superviser, à l'échelon fédéral, les activités ferroviaires et celles des autres transporteurs publics engagés dans le commerce interétatique. En 1910 fut votée la loi Mann-Elkins qui donnait naissance au Tribunal de commerce et renforçait les prérogatives de l'ICC, notamment en plaçant les compagnies de télégraphe et de téléphonie sous son contrôle et en autorisant cette dernière à plafonner les tarifs ferroviaires. Le Tribunal de commerce, impopulaire auprès des élus du Congrès, fut finalement supprimé en 1913.
Taft suggéra d'autoriser le département des Postes à accueillir, à la manière d'une banque, des dépôts d'un faible montant. Malgré l'opposition de républicains conservateurs tels que le sénateur Aldrich ou le président de la Chambre des représentants Joseph Gurney Cannon, le Congrès adopta une loi qui instituait un système d'épargne postale (United States Postal Savings System). Taft présida en outre à la mise en place d'un réseau de distribution de colis postaux à l'échelle du pays.
Le résultat des élections de mi-mandat de 1910, à l'issue desquelles les démocrates prirent le contrôle de la Chambre, furent très décevants pour le président dont bon nombre des candidats favoris avaient été battus. Le scrutin fut en revanche une victoire importante pour les progressistes des deux principaux partis et encouragea Roosevelt à se présenter à l'élection présidentielle de 1912 sous la bannière du Parti progressiste. Taft fut, en particulier, contrarié de la défaite de Warren G. Harding à l'élection gouvernorale de l'Ohio tandis que le démocrate Woodrow Wilson était élu gouverneur dans le New Jersey. Compte tenu de cette situation et des tensions qui agitaient le gouvernement, la seconde moitié de la présidence de Taft se révéla nettement moins productive sur le plan législatif que la première.

## Politique étrangère

### Organisation et principes

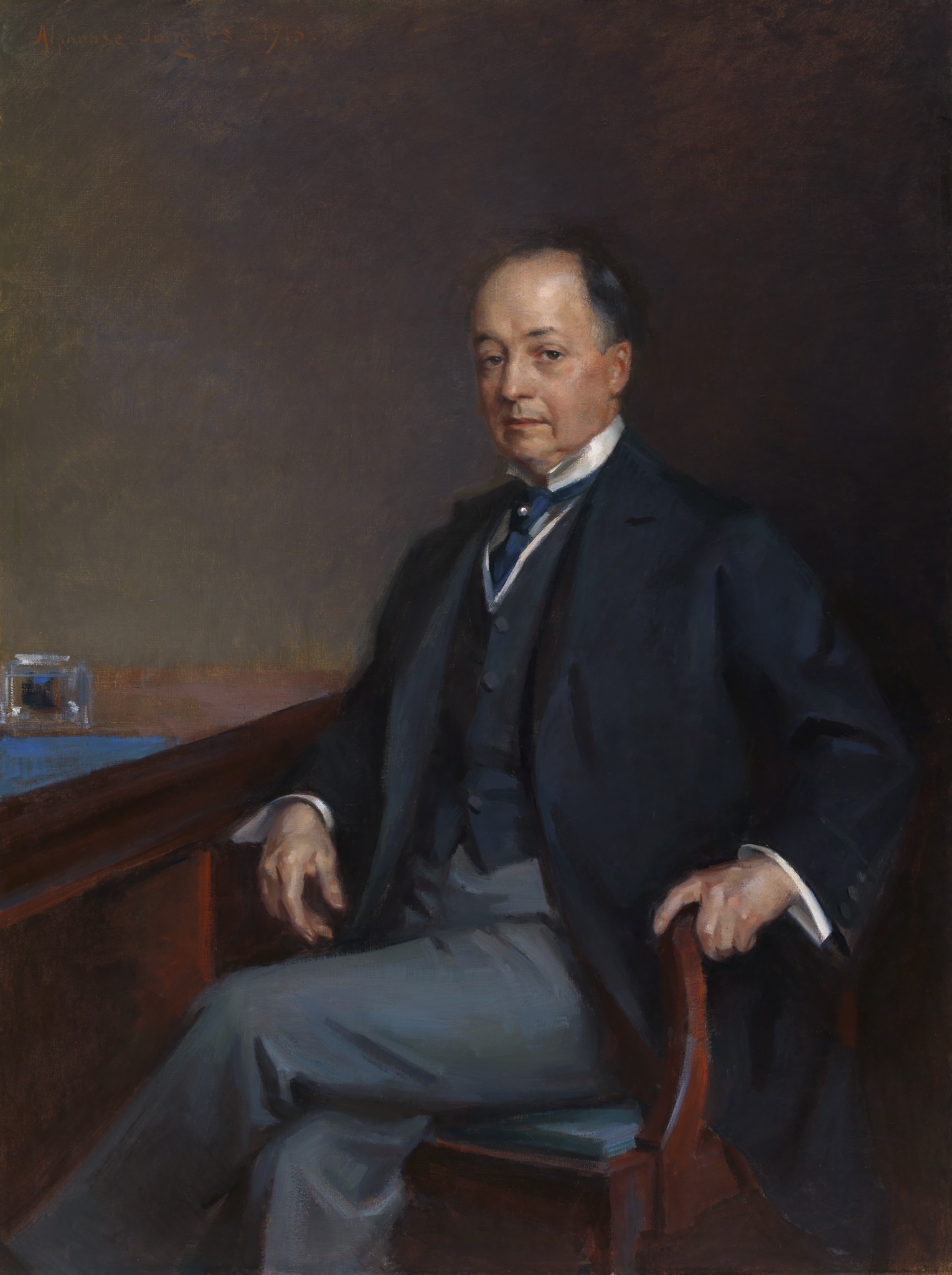
Le secrétaire d'État de Taft Philander C. Knox (huile sur toile d'Alphonse Jongers, 1913).

Taft fit de la restructuration du département d'État une priorité, notant au sujet de celui-ci qu'« il est organisé en fonction des besoins du gouvernement de 1800 et non de 1900 ». Pour la première fois, le ministère fut réparti en divisions géographiques dotées chacune d'un bureau dédié, telles que l'Extrême-Orient, l'Amérique latine ou l'Europe de l'Ouest. Le premier programme de formation interne au département fut également mis au point qui imposait aux individus concernés de résider un mois à Washington avant de rejoindre leurs postes. Taft était proche de son secrétaire d'État Philander C. Knox dont il était attentif au conseil tant dans le domaine des affaires étrangères que de la politique intérieure. Selon Paolo Coletta, Knox fut cependant un médiocre diplomate qui entretenait des relations difficiles avec le Sénat, la presse et de nombreux dirigeants étrangers, particulièrement en Amérique latine.
De manière générale, Taft et Knox partageaient des vues similaires sur les grands dossiers de politique étrangère. D'après eux, les États-Unis ne devaient pas intervenir dans les affaires européennes mais utiliser la force si nécessaire pour faire respecter la doctrine Monroe sur l'ensemble du continent américain. La défense du canal de Panama, qui fut en construction pendant toute la durée de la présidence de Taft (il fut ouvert à la navigation en 1914), dictait quant à elle la politique menée dans les Caraïbes et en Amérique centrale. Si les précédentes administrations avaient cherché à promouvoir les intérêts économiques américains un peu partout sur la planète, Taft alla plus loin encore en mettant à contribution le réseau diplomatique et consulaire de son pays à l'étranger pour accroître les échanges commerciaux, ce qui, dans l'esprit de Taft, ne pouvait être que bénéfique à l'instauration de la paix dans le monde. 
Enfin, contrairement à son prédécesseur, Taft était réticent à arbitrer les conflits entre les autres grandes puissances. Il refusa ainsi de s'impliquer dans divers événements internationaux tels que la crise d'Agadir, la guerre italo-turque ou encore la première guerre balkanique ; il se déclara en revanche favorable à la mise en place d'un tribunal international d'arbitrage et d'un accord global sur la réduction des armements. L'historien Georges Ayache écrit ainsi que « Taft envisagea clairement une politique internationale reposant sur l'arbitrage et le respect de la loi, ne voyant même aucun inconvénient à s'en remettre à un organisme juridictionnel international qui aurait la prééminence sur les droits nationaux dans le règlement de certains dossiers ».

### Négociation commerciale avec le Canada

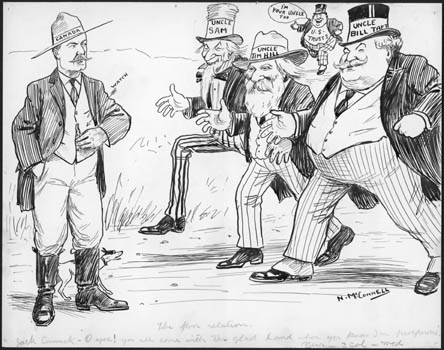
Caricature de Newton McConnell moquant l'opportunisme de Taft et des milieux d'affaires américains, accusés de ne s'intéresser au Canada que lorsque celui-ci est riche et prospère.

À la suite de l'adoption quelque peu inattendue du tarif Payne-Aldrich, Taft soutint avec force la négociation d'un accord de libre-échange avec le Canada. Les gouvernements canadien et britannique — la politique étrangère du Canada relevait encore, à cette époque, du cabinet de Londres — étaient d'ailleurs ouverts à une discussion sur ce sujet, comme Taft ne tarda pas à s'en rendre compte. De nombreux responsables canadiens étaient cependant hostiles à un accord que les États-Unis, estimaient-ils, n'hésiteraient pas à fouler au pied si cela était conforme à leurs intérêts, comme dans le cas du précédent traité Elgin-Marcy de 1866. Les lobbys américains de l'agriculture et de la pêche désavouaient également le projet de traité. En dépit de cette opposition, Taft et ses interlocuteurs canadiens parvinrent, au début de l'année 1911, à un accord qui fut entériné par le Congrès en juillet suivant. À l'inverse, le Parlement canadien, sous la houlette du premier ministre Wilfrid Laurier, se déchira sur la question, et ce jusqu'à la défaite de Laurier aux élections fédérales de 1911. Aucun accord ne fut finalement ratifié, alors même que les vifs débats que cette initiative avait suscité aggravèrent les tensions au sein du Parti républicain,.

### Amérique centrale
À l'égard de l'Amérique latine, Taft et Knox instituèrent une « diplomatie du dollar » dont l'application, sous la forme d'investissements économiques, devait profiter aux populations des pays concernés tout en marginalisant l'influence des puissances européennes dans la région. Toutefois, si les exportations américaines connurent une forte hausse sous la présidence de Taft, sa politique fut mal accueillie par les nations sud-américaines qui ne souhaitaient pas être transformées en protectorats financiers de Washington. La « diplomatie du dollar » se heurta également à l'hostilité du Sénat dont nombre de membres refusaient toute ingérence des États-Unis dans les affaires du monde.
Au Nicaragua, les diplomates américains appuyèrent discrètement les forces rebelles de Juan José Estrada contre le gouvernement du président José Santos Zelaya, qui souhaitait révoquer les concessions commerciales accordées aux entreprises américaines ; le secrétaire d'État Knox était, semble-t-il, l'un des principaux actionnaires d'une de ces sociétés. Par ailleurs, le Nicaragua était endetté auprès de plusieurs nations étrangères et l'administration Taft n'était pas encline à le voir basculer (ainsi que son itinéraire alternatif au canal de Panama) sous la coupe des Européens. Zelaya et son successeur démocratiquement élu, José Madriz, se montrèrent incapables de contenir l'insurrection et Managua, la capitale, fut occupée par les troupes d'Estrada en août 1910. Les États-Unis contraignirent alors le Nicaragua à accepter un prêt et dépêchèrent sur place des représentants afin de s'assurer de son remboursement sur les revenus prélevés par le nouveau gouvernement. Dans un climat d'instabilité toujours latente, un autre coup d'État eu lieu en 1911, auquel succédèrent d'importants troubles l'année suivante, ce qui poussa Taft à ordonner l'occupation militaire du pays. Si la majorité du contingent américain fut rapatriée dans les mois qui suivirent, certains détachements demeurèrent sur place jusqu'en 1933,.
Les traités négociés entre le Panama, la Colombie et les États-Unis pour résoudre le contentieux né de la révolution panaméenne de 1903 avaient été signés par l'administration Roosevelt — alors en fin de mandat — au début de l'année 1909 et approuvés dans la foulée par le Sénat américain. Alors que le Panama avait également ratifié ces accords, la Colombie refusa quant à elle d'apposer sa signature au bas des documents. Dans les mois qui séparèrent l'élection présidentielle de 1912 de l'investiture du successeur de Taft, Knox alla jusqu'à proposer 10 millions de dollars (puis 25 millions) aux Colombiens pour les faire changer d'avis. Ces derniers jugeaient néanmoins ce montant insuffisant et l'affaire ne put être réglée avant le départ de Taft de la Maison-Blanche.

### Mexique

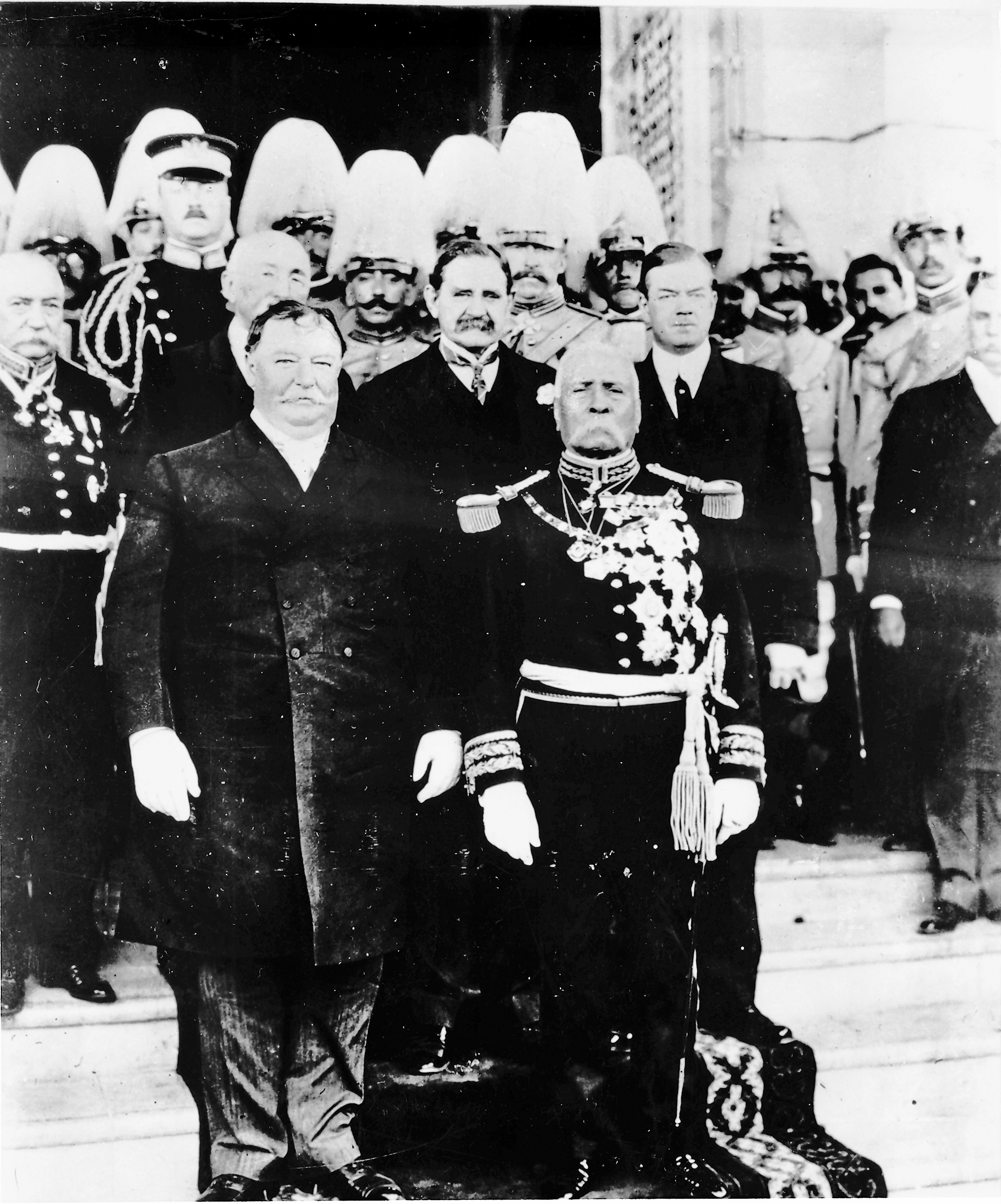
Rencontre entre Taft et le président mexicain Porfirio Díaz à Ciudad Juárez, le 16 octobre 1909.

Aucun événement de politique étrangère ne mit davantage à l'épreuve le sens politique de Taft et son engagement en faveur de la paix que l'effondrement du régime mexicain et la multiplication des troubles révolutionnaires dans ce pays. Lorsque Taft entra en fonction, le Mexique était agité par une insatisfaction croissante de la population à l'égard de la dictature instaurée, plusieurs décennies auparavant, par le général Porfirio Díaz. L'un des principaux opposants de Díaz était Francisco I. Madero, qui bénéficiait d'un large soutien populaire, tandis que d'importantes émeutes sociales déclenchées à l'instigation d'Emiliano Zapata au sud et Pancho Villa au nord ébranlèrent l'autorité du gouvernement central. En octobre 1909, Taft et Díaz se rendirent mutuellement visite de part et d'autre de la frontière américano-mexicaine, d'abord à El Paso au Texas puis à Ciudad Juárez dans l'État mexicain de Chihuahua. Leurs entrevues furent les premières entre un président des États-Unis et son homologue mexicain ; c'était également la première fois qu'un chef d'État américain foulait le sol du Mexique,. Díaz espérait instrumentaliser cette rencontre à son profit afin de prouver que son gouvernement bénéficiait du soutien inconditionnel des États-Unis. De son côté, Taft était principalement soucieux de protéger les investissements américains au Mexique. La rencontre entre Taft et Díaz, dont la portée symbolique fut grande, facilita la mise en chantier du barrage d'Elephant Butte en 1911.
La situation au Mexique se détériora néanmoins tout au long de l'année 1910. À de nombreuses reprises, des insurgés mexicains n'hésitèrent pas à franchir la frontière américaine pour se procurer des armes et des chevaux. Après l'arrestation et l'emprisonnement par Díaz de Francisco Madero, que l'opposition souhaitait présenter comme candidat à l'élection présidentielle de 1910, les partisans de Madero prirent les armes contre le gouvernement et chassèrent Díaz du pouvoir, donnant ainsi le coup d'envoi d'une révolution qui dura dix ans. Dans le territoire de l'Arizona, deux citoyens américains furent tués et près d'une dizaine d'autres blessés, certains à la suite de coups de feu tirés dans le cadre d'incidents transfrontaliers. Taft refusa cependant de se laisser entraîner dans une aventure militaire et ordonna au gouverneur de l'Arizona de ne pas réagir aux provocations. En mars 1911, il dépêcha tout de même 20 000 soldats à la frontière américano-mexicaine afin de garantir la sûreté des ressortissants et des investissements américains au Mexique. Taft déclara alors à son conseiller militaire, Archibald Butt : « je vais m'asseoir sur le couvercle et il faudra beaucoup d'efforts pour m'en déloger ».

### Asie de l'Est
En sa qualité d'ancien gouverneur des Philippines, Taft fut très impliqué dans les affaires de la zone Asie-Pacifique. Il commença par faire du poste de ministre plénipotentiaire en Chine, pays qu'il considérait comme le plus susceptible d'opportunités économiques et commerciales, le plus important au sein du corps diplomatique, ce qui n'était pas du goût de Knox ; ce dernier refusa d'ailleurs la suggestion qui lui fut faite de se rendre lui-même à Pékin afin d'évaluer la situation sur place. L'ambassadeur de Roosevelt en Chine, William W. Rockhill, fut congédié par Taft qui le jugeait insuffisamment investi dans les questions commerciales. Son successeur fut William J. Calhoun qui avait accompli diverses missions diplomatiques pour le compte des présidents McKinley et Roosevelt. Knox n'avait cependant que faire des recommandations de Calhoun et les disputes entre les deux hommes furent fréquentes. 
Avec l'aide de Knox, Taft essaya sans succès d'étendre la doctrine de la porte ouverte à la Mandchourie. En 1909, un consortium à forte domination britannique entreprit des négociations pour financer la construction d'une ligne de chemin de fer reliant Hankou à Sichuan. Taft intercéda alors directement auprès du prince régnant Zaifeng pour injecter des capitaux américains dans le projet, ce qui lui fut accordé. Toutefois, le décret chinois qui sanctionnait cet accord prévoyait aussi de nationaliser les compagnies ferroviaires locales dans les provinces concernées. La faible compensation versée aux actionnaires de ces compagnies entraîna des mécontentements, qui vinrent s'additionner à d'autres pour précipiter le déclenchement de la révolution chinoise de 1911,.
Une fois le processus révolutionnaire bien entamé, les meneurs de l'insurrection désignèrent Sun Yat-sen en tant que président provisoire de la République de Chine, qui s'était substituée à la dynastie impériale des Qing. De son côté, Taft manifesta peu d'empressement à reconnaître le nouveau régime même si l'opinion publique américaine était favorable à une telle démarche. Le président et son secrétaire d'État Knox estimaient en effet qu'une reconnaissance en bonne et due forme devait faire l'objet d'une action concertée de la part des puissances occidentales, et ce en dépit de l'adoption par la Chambre des représentants, en février 1912, d'une résolution de soutien à l'instauration d'une république chinoise. Dans son ultime message annuel au Congrès, en décembre suivant, Taft se déclara certes prêt à reconnaître la République de Chine dès lors que la pérennité de celle-ci serait assurée ; lui qui venait d'être battu au scrutin présidentiel de 1912 ne put cependant jamais concrétiser cette promesse.
Taft poursuivit la politique d'immigration restrictive de Roosevelt à l'égard de la Chine et du Japon. Une version révisée d'un traité d'amitié et de navigation entre Washington et Tokyo, entrée en vigueur en 1911, octroyait de nombreux droits réciproques aux Japonais vivant sur le sol américain et aux Américains résidant sur le territoire japonais ; ces dispositions étaient cependant conditionnées au respect des termes de l'accord nippo-américain de 1907, par lequel le gouvernement japonais s'était engagé à tarir l'émigration en direction des États-Unis. Des protestations se firent entendre sur la côte Ouest lors de l'examen du traité par le Sénat mais Taft informa les responsables politiques locaux que la politique migratoire à l'échelle fédérale demeurait inchangée.

### Arbitrages internationaux
Taft était favorable au règlement par arbitrage des contentieux internationaux. En 1911, lui et Knox négocièrent avec le Royaume-Uni et la France d'importants projets de traités en vertu desquels tout litige avec ces pays ferait l'objet d'une médiation. Tant le président que son secrétaire d'État n'avaient toutefois pas cru bon d'impliquer le Sénat dans ces tractations et Taft se retrouva en fâcheuse posture au moment de soumettre le dossier à cette assemblée ; de nombreux républicains étaient en effet, à cette époque, ouvertement hostiles à l'administration en place. Soucieux de ne pas compromettre la ratification des textes par un démarchage trop appuyé, Taft se contenta de prononcer quelques discours en faveur des traités tout au long du mois d'octobre 1911. Malgré ces précautions, le Sénat introduisit toute une série d'amendements aux traités que Taft rejeta comme étant inacceptables, ce qui eut pour effet de tuer les accords dans l'œuf. 
Cet échec était largement imputable à Roosevelt qui, en collaboration avec le sénateur Henry Cabot Lodge, l'un de ses proches amis, avait poussé le Sénat à adopter ces amendements. Alors que l'opposition de Lodge aux traités venait de ce qu'il considérait ces derniers comme attentatoires aux prérogatives du Sénat, celle de Roosevelt avait principalement pour objectif de saper les promesses de campagne de Taft. L'ancien président estimait en outre que le recours à l'arbitrage relevait d'une conception simpliste des relations internationales et que les problèmes les plus importants devaient être résolus par la force. Même si aucun traité global d'arbitrage ne put, en conséquence, être ratifié sous l'administration Taft, cette dernière parvint à obtenir le règlement pacifique de divers contentieux qui l'opposait au Royaume-Uni, souvent par l'intermédiaire d'une médiation ; parmi ces avancées figuraient un accord sur le tracé exact de la frontière entre le Maine et le Nouveau-Brunswick, la fin d'un démêlé de longue date au sujet de la chasse au phoque dans la mer de Béring (dans lequel le Japon était également partie prenante) et la résolution d'une controverse semblable relative à la pêche au large de Terre-Neuve.

## Élection présidentielle de 1912

### Nomination républicaine

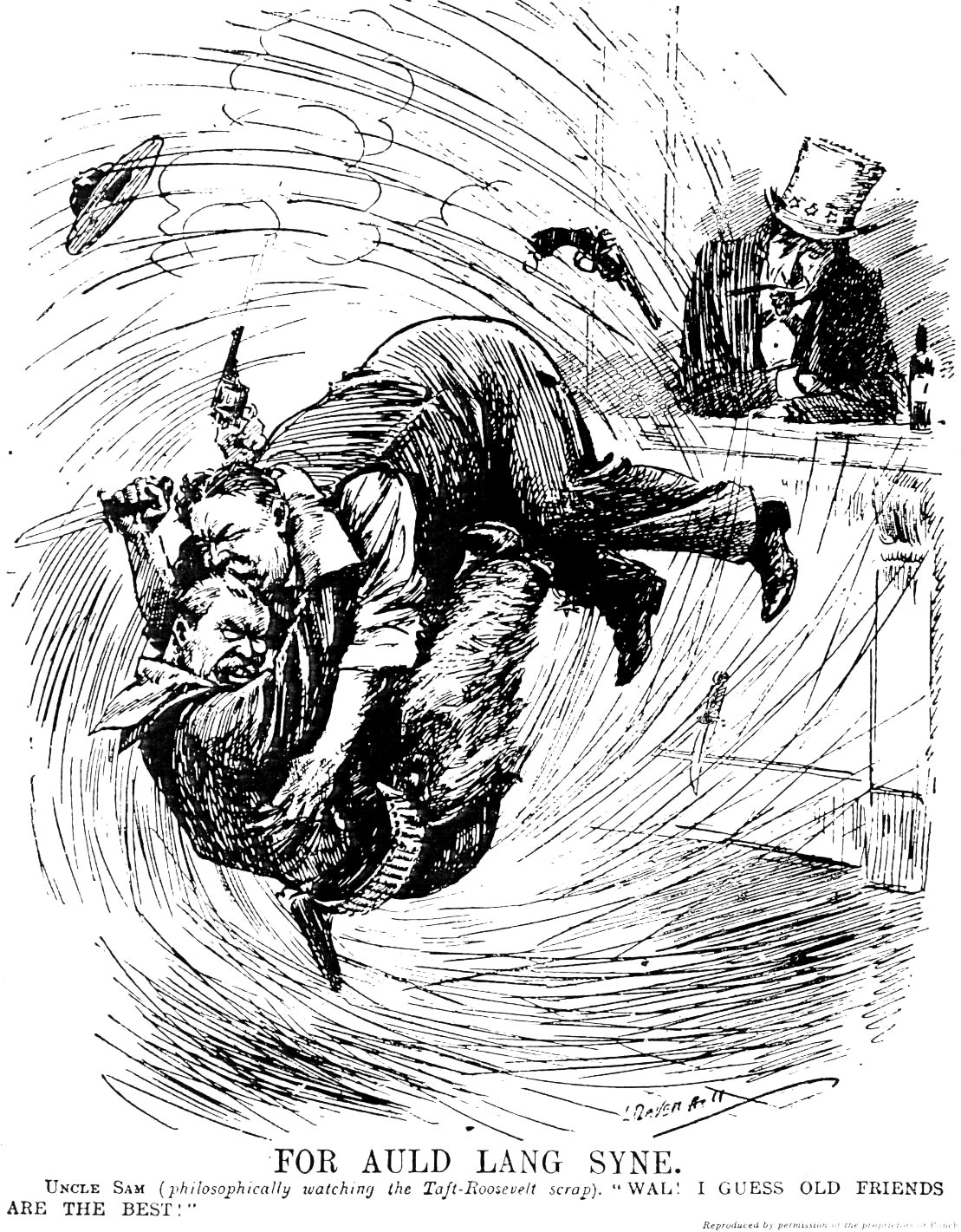
Caricature parue en mai 1912 dans le magazine britannique Punch illustrant la rivalité entre Taft et Roosevelt.

Après les élections législatives de 1910, Roosevelt continua de promouvoir des mesures progressistes dans le cadre d'un programme de « Nouveau nationalisme », au grand dam de Taft. Roosevelt accusait l'administration de son successeur de n'être plus guidée par les principes du parti de Lincoln mais par ceux du Gilded Age. Cette querelle se poursuivit tout au long de l'année 1911 qui ne fut pas ponctuée d'échéances électorales importantes. Avec le soutien de nombreux progressistes, La Follette brigua néanmoins la nomination du Parti républicain pour le scrutin présidentiel de 1912. De son côté, Roosevelt reçut de multiples lettres de ses partisans afin de l'inciter à entrer dans la course tandis que des responsables républicains s'organisaient déjà pour faire campagne en son nom, ce qu'il interpréta comme des signaux d'un mouvement plus large visant à le porter à la Maison-Blanche afin d'appliquer des réformes progressistes. En février 1912, Roosevelt déclara qu'il accepterait la nomination républicaine si elle lui était offerte et bon nombre de progressistes lâchèrent alors La Follette pour se ranger derrière la candidature de l'ancien président.
Alors que le progressisme de Roosevelt devenait de plus en plus radical, Taft accentua ses efforts pour décrocher la nomination de son parti dans la mesure où les progressistes menaçaient, à ses yeux, l'existence même du gouvernement. Roosevelt n'avait pas de mots assez durs pour les deux grands partis, qu'il taxait de corruption et de complaisance à l'égard des intérêts particuliers, ce qui fit craindre à Taft de voir son prédécesseur se transformer en démagogue. En dépit de la popularité de Roosevelt, Taft bénéficiait toujours de la loyauté de nombreux élus républicains qui lui conférait un avantage décisif dans la course aux délégués. Afin de maximiser ses chances, Taft devint le premier président en exercice à mener campagne dans le cadre d'une primaire. Roosevelt rafla en définitive 278 des 362 délégués républicains en jeu dans le cadre des primaires mais le contrôle de l'appareil du parti par Taft permit à ce dernier de remporter le gros des délégués choisis à l'échelle des conventions de district ou étatiques. Les dépenses de campagne des deux candidats à la primaire républicaine s'élevèrent à plus de 600 000 dollars pour Roosevelt et à près de 500 000 pour Taft. 
À l'ouverture de la convention nationale républicaine de 1912, Roosevelt tenta de faire barrage à l'élection de nombreux délégués sudistes pro-Taft, mais les instances de la convention passèrent outre ses objections. Le dernier espoir de Roosevelt d'emporter la nomination, qui reposait dans la désignation d'un de ses partisans en tant que président de la convention, fut enterré avec l'élection d'Elihu Root qui s'était rallié à la candidature de Taft,. Root prit la décision cruciale d'autoriser les délégués dont la présence avait été critiquée à attribuer des sièges à d'autres délégués contestés par l'intermédiaire d'un vote ; une motion visant à renverser cette initiative, immédiatement introduite par les partisans de Roosevelt, fut rejetée par 567 voix contre 507. Alors qu'il devenait évident que Roosevelt n'hésiterait pas à quitter le parti en cas d'échec à la convention, certains républicains se mirent en quête d'un candidat de compromis afin d'éviter le désastre électoral qui se profilait à l'horizon mais leur stratégie échoua. En conséquence, le nom de Taft fut officiellement annoncé à la nomination par Warren G. Harding dont les tentatives de faire l'éloge du président en fonction et d'unifier le parti furent entrecoupées d'interruptions bruyantes des progressistes. Taft décrocha finalement la nomination au premier tour de scrutin même si la plupart des délégués pro-Roosevelt s'étaient abstenus de prendre part au vote.

### Scrutin général
Roosevelt et ses partisans, qui estimaient s'être faits « voler » la nomination républicaine par Taft, ne tardèrent pas à fonder le Parti progressiste qui fut surnommé le « Parti de l'Élan » (Bull Moose Party). Taft, quant à lui, ne se faisait aucune illusion sur ses chances de victoire mais considérait que l'échec de Roosevelt à la convention de Chicago avait permis au Parti républicain de demeurer « le garant d'un gouvernement conservateur et d'institutions conservatrices ». Le candidat démocrate Woodrow Wilson, conscient que Roosevelt était un adversaire bien plus redoutable que Taft, délaissa ce dernier et concentra ses attaques sur Roosevelt dont il affirma qu'il ne s'était guère opposé aux trusts sous sa présidence alors que lui-même se présentait comme un authentique réformateur.

Résultats de l'élection présidentielle américaine de 1912.

Renouant avec la tradition du XIXe siècle en vertu de laquelle les présidents en fonction s'abstenaient en personne de tout démarchage électoral, Taft passa la plus grande partie de la campagne sur les terrains de golf. Il ne s'exprima en public qu'une seule fois, à l'occasion de son discours d'acceptation de l'investiture républicaine le 1er août 1912, et eut des difficultés à financer sa campagne ; en effet, nombre d'industriels pensaient que sa défaite était d'ores et déjà actée et choisirent de soutenir Wilson afin d'empêcher Roosevelt de reconquérir la présidence. Les derniers espoirs des républicains s'évanouirent lorsque le vice-président James Sherman, tombé gravement malade en octobre, mourut six jours avant l'élection. En janvier 1913, soit deux mois après l'annonce des résultats, le comité national républicain désigna le président de l'université Columbia, Nicholas Butler, pour remplacer Sherman sur le ticket et recevoir les votes de grands électeurs obtenus par ce dernier.
Le jour de l'élection, Taft n'arriva en tête que dans deux États, l'Utah et le Vermont, et ne récolta que 8 votes au sein du collège électoral dans ce qui était alors la pire performance d'un candidat républicain en termes de grands électeurs (plus tard égalée par Alf Landon lors de l'élection présidentielle de 1936). Ce fut également la plus lourde défaite alors essuyée par un président sortant. Roosevelt obtint pour sa part 88 votes de grands électeurs et Wilson 435, ce qui était de loin la meilleure performance des démocrates depuis l'élection de 1852. Les scores dans le vote populaire furent de 41,8 % pour Wilson, 27,4 % pour Roosevelt et 23,2 % pour Taft. En plus de la présidence, les démocrates raflèrent la majorité dans les deux chambres du Congrès, ce qui donna à leur parti le contrôle unifié des pouvoirs exécutif et législatif pour la première fois depuis les élections législatives de 1894.